# آدکروکوتا
آدکروکوتا (نام علمی: Adcrocuta) نام یک سرده از تیره کفتار است.